# Искра (Костромская область)
Искра — деревня в Антроповском муниципальном районе Костромской области. Входит в состав Антроповского сельского поселения

## География
Находится в центральной части Костромской области на расстоянии приблизительно 8 км на запад-юго-запад по прямой от поселка Антропово, административного центра района недалеко от железнодорожной линии Галич-Свеча.

## Население
Постоянное население составляло 22 человека в 2002 году (русские 100 %), 2 в 2022.